# Urbana, Veneto
Urbana este o comună din provincia Padova, regiunea Veneto, Italia, cu o populație de 2.016 locuitori (1 ianuarie 2023) și o suprafață de 17,02 km².

## Demografie
Urbana - evoluția demografică

|  | Graficele sunt indisponibile din cauza unor probleme tehnice. Mai multe informații se găsesc la Phabricator și la wiki-ul MediaWiki. |

Date: Recensăminte sau birourile de statistică - grafică realizată de Wikipedia